# NGC 1441
NGC 1441 је спирална галаксија у сазвежђу Еридан која се налази на NGC листи објеката дубоког неба.
Деклинација објекта је - 4° 5' 30" а ректасцензија 3h 45m 43,0s. Привидна величина (магнитуда) објекта NGC 1441 износи 13,1 а фотографска магнитуда 13,9. NGC 1441 је још познат и под ознакама MCG -1-10-29, PGC 13782.